# ميشيل ليغراند
ميشيل ليغراند (بالفرنسية: Michel Legrand)‏ (و. 1932 – 2019 م) هو موزع، وملحن، وممثل، ومغن، وعازف بيانو، وموزع موسيقي، وعازف جاز، وكاتب سيناريو من فرنسا . ولد في باريس.

## التعليم
تعلم في المعهد الوطني العالي للموسيقى والرقص ‏

## جوائز وترشيحات
حصل على جوائز منها:
- نيشان شارة الشرف  [لغات أخرى]‏
- جائزة الأوسكار لأفضل موسيقى تصويرية دراماتيكية أصلية، عن عمل:صيف 42
- جائزة الأوسكار لأفضل فيلم موسيقي أصلي، عن عمل:ينتل.

ترشح لـ:
- جائزة الأوسكار لأفضل موسيقى تصويرية دراماتيكية أصلية، عن عمل:صيف 42
- Academy Award for Best Score, Adaptation or Treatment، عن عمل:The Umbrellas of Cherbourg
- جائزة الأوسكار لأفضل نتيجة موسيقي أصلية، عن عمل:The Young Girls of Rochefort
- جائزة الأوسكار لأفضل موسيقى تصويرية، عن عمل:The Umbrellas of Cherbourg
- جائزة الأوسكار لأفضل فيلم موسيقي أصلي، عن عمل:ينتل
- Academy Award for Best Original Score, no Musical، عن عمل:علاقة توماس كراون.

## أعماله في الرسوم المتحركة
- كان يا ما كان الحياة

## وصلات خارجية
- ميشيل ليغراند على موقع IMDb (الإنجليزية)
- ميشيل ليغراند على موقع الموسوعة البريطانية (الإنجليزية)
- ميشيل ليغراند على موقع ألو سيني (الفرنسية)
- ميشيل ليغراند على موقع ميوزك برينز (الإنجليزية)
- ميشيل ليغراند على موقع تيرنر كلاسيك موفيز (الإنجليزية)
- ميشيل ليغراند على موقع أول موفي (الإنجليزية)
- ميشيل ليغراند على موقع قاعدة بيانات برودواي على الإنترنت (الإنجليزية)
- ميشيل ليغراند على موقع قاعدة بيانات الأفلام السويدية (السويدية)
- ميشيل ليغراند على موقع إن إن دي بي (الإنجليزية)
- ميشيل ليغراند على موقع أول ميوزيك (الإنجليزية)
- صفحة IMDb